# إميلي بارتون
إميلي بارتون (بالإنجليزية: Emily Barton)‏‏ (1969 - ) روائية، وناقدة أدبية، وصحفية من الولايات المتحدة.

## الجوائز
- زمالة غوغنهايم